# Charny (Côte-d’Or)
Charny település Franciaországban, Côte-d’Or megyében. Lakosainak száma 34 fő (2022. január 1.). Charny Thorey-sous-Charny, Fontangy, Mont-Saint-Jean és Noidan községekkel határos.

## Népesség
A település népességének változása:
| Lakosok száma | 51   | 42   | 38   | 31   | 33   | 34   | 34   | 35   | 35   | 34   |
|               | 1968 | 1982 | 1990 | 2006 | 2013 | 2015 | 2017 | 2019 | 2020 | 2022 |